# Phanerodiscus
Phanerodiscus é um género botânico pertencente à família Olacaceae.

## Espécies
- Phanerodiscus capuronii
- Phanerodiscus diospyroidea
- Phanerodiscus perrieri
- Phanerodiscus perrieri